# Kieffer Moore
Kieffer Roberto Francisco Moore (sinh ngày 8 tháng 8 năm 1992) là một cầu thủ bóng đá chuyên nghiệp người xứ Wales hiện thi đấu ở vị trí tiền đạo cho câu lạc bộ AFC Bournemouth tại Premier League và đội tuyển quốc gia Wales.

## Thống kê sự nghiệp

### Câu lạc bộ
Tính đến ngày 12 tháng 11 năm 2022
| Club                    | Season       | League           | League | League | National cup | National cup | League cup | League cup | Other | Other | Total | Total |
| Club                    | Season       | Division         | Apps   | Goals  | Apps         | Goals        | Apps       | Goals      | Apps  | Goals | Apps  | Goals |
| ----------------------- | ------------ | ---------------- | ------ | ------ | ------------ | ------------ | ---------- | ---------- | ----- | ----- | ----- | ----- |
| Truro City              | 2012–13      | Conference South | 22     | 13     | 1            | 0            | —          | —          | 1     | 0     | 24    | 13    |
| Dorchester Town         | 2012–13      | Conference South | 13     | 7      | 0            | 0            | —          | —          | 0     | 0     | 13    | 7     |
| Yeovil Town             | 2013–14      | Championship     | 20     | 4      | 2            | 1            | 2          | 0          | —     | —     | 24    | 5     |
| Yeovil Town             | 2014–15      | League One       | 30     | 3      | 2            | 1            | 1          | 0          | 1     | 0     | 34    | 4     |
| Yeovil Town             | Total        | Total            | 50     | 7      | 4            | 2            | 3          | 0          | 1     | 0     | 58    | 9     |
| Viking                  | 2015         | Tippeligaen      | 9      | 0      | 2            | 0            | —          | —          | —     | —     | 11    | 0     |
| Forest Green Rovers     | 2015–16      | National League  | 16     | 2      | 0            | 0            | —          | —          | 1     | 0     | 17    | 2     |
| Forest Green Rovers     | 2016–17      | National League  | 17     | 5      | 1            | 0            | —          | —          | 0     | 0     | 18    | 5     |
| Forest Green Rovers     | Total        | Total            | 33     | 7      | 1            | 0            | —          | —          | 1     | 0     | 35    | 7     |
| Torquay United (loan)   | 2016–17      | National League  | 4      | 5      | 0            | 0            | —          | —          | —     | —     | 4     | 5     |
| Ipswich Town            | 2016–17      | Championship     | 11     | 0      | 0            | 0            | 0          | 0          | —     | —     | 11    | 0     |
| Ipswich Town            | 2017–18      | Championship     | 0      | 0      | 0            | 0            | 0          | 0          | —     | —     | 0     | 0     |
| Ipswich Town            | Total        | Total            | 11     | 0      | 0            | 0            | 0          | 0          | 0     | 0     | 11    | 0     |
| Rotherham United (loan) | 2017–18      | League One       | 22     | 13     | 1            | 0            | 2          | 0          | 0     | 0     | 25    | 13    |
| Barnsley                | 2017–18      | Championship     | 20     | 4      | —            | —            | —          | —          | —     | —     | 20    | 4     |
| Barnsley                | 2018–19      | League One       | 31     | 17     | 3            | 2            | 0          | 0          | 1     | 0     | 35    | 19    |
| Barnsley                | Total        | Total            | 51     | 21     | 3            | 2            | 0          | 0          | 1     | 0     | 55    | 23    |
| Wigan Athletic          | 2019–20      | Championship     | 36     | 10     | 0            | 0            | 0          | 0          | —     | —     | 36    | 10    |
| Cardiff City            | 2020–21      | Championship     | 42     | 20     | 0            | 0            | 0          | 0          | —     | —     | 42    | 20    |
| Cardiff City            | 2021–22      | Championship     | 22     | 5      | 0            | 0            | 2          | 0          | —     | —     | 24    | 5     |
| Cardiff City            | Total        | Total            | 64     | 25     | 0            | 0            | 2          | 0          | 0     | 0     | 66    | 25    |
| AFC Bournemouth         | 2021–22      | Championship     | 4      | 4      | 0            | 0            | —          | —          | —     | —     | 4     | 4     |
| AFC Bournemouth         | 2022–23      | Premier League   | 15     | 4      | 0            | 0            | 0          | 0          | —     | —     | 15    | 4     |
| AFC Bournemouth         | Total        | Total            | 19     | 8      | 0            | 0            | 0          | 0          | —     | —     | 19    | 8     |
| Career total            | Career total | Career total     | 334    | 116    | 12           | 4            | 7          | 0          | 4     | 0     | 357   | 120   |

1. ↑  Appearance in FA Trophy
2. ↑  Appearance in Football League Trophy
3. ↑  Appearance in National League play-offs
4. ↑  Appearance in EFL Trophy

### Quốc tế
Tính đến ngày 26 tháng 3 năm 2024
| Đội tuyển quốc gia | Năm  | Trận | Bàn |
| ------------------ | ---- | ---- | --- |
| Anh C              | 2016 | 1    | 0   |
| Wales              | 2019 | 5    | 2   |
| Wales              | 2020 | 7    | 2   |
| Wales              | 2021 | 12   | 4   |
| Wales              | 2022 | 7    | 1   |
| Wales              | 2023 | 8    | 3   |
| Wales              | 2024 | 2    | 0   |
| Tổng               | Tổng | 41   | 12  |

| #  | Ngày                 | Địa điểm                                          | Số trận | Đối thủ    | Bàn thắng | Kết quả | Giải đấu                      |
| -- | -------------------- | ------------------------------------------------- | ------- | ---------- | --------- | ------- | ----------------------------- |
| 1  | 10 tháng 10 năm 2019 | Sân vận động Anton Malatinský, Trnava, Slovakia   | 2       | Slovakia   | 1–0       | 1–1     | Vòng loại UEFA Euro 2020      |
| 2  | 16 tháng 11 năm 2019 | Bakcell Arena, Baku, Azerbaijan                   | 4       | Azerbaijan | 1–0       | 2–0     | Vòng loại UEFA Euro 2020      |
| 3  | 3 tháng 9 năm 2020   | Sân vận động Olympic Helsinki, Helsinki, Phần Lan | 6       | Phần Lan   | 1–0       | 1–0     | UEFA Nations League 2020–21   |
| 4  | 18 tháng 11 năm 2020 | Sân vận động Cardiff City, Cardiff, Wales         | 12      | Phần Lan   | 3–1       | 3–1     | UEFA Nations League 2020–21   |
| 5  | 27 tháng 3 năm 2021  | Sân vận động Cardiff City, Cardiff, Wales         | 14      | México     | 1–0       | 1–0     | Giao hữu                      |
| 6  | 12 tháng 6 năm 2021  | Sân vận động Olympic Baku, Baku, Azerbaijan       | 18      | Thụy Sĩ    | 1–1       | 1–1     | UEFA Euro 2020                |
| 7  | 11 tháng 10 năm 2021 | Sân vận động Lilleküla, Tallinn, Estonia          | 23      | Estonia    | 1–0       | 1–0     | Vòng loại FIFA World Cup 2022 |
| 8  | 16 tháng 11 năm 2021 | Sân vận động Cardiff City, Cardiff, Wales         | 24      | Bỉ         | 1–1       | 1–1     | Vòng loại FIFA World Cup 2022 |
| 9  | 22 tháng 9 năm 2022  | Sân vận động Nhà vua Baudouin, Brussels, Bỉ       | 27      | Bỉ         | 1–2       | 1–2     | UEFA Nations League 2022–23   |
| 10 | 28 tháng 3 năm 2023  | Sân vận động Cardiff City, Cardiff, Wales         | 33      | Latvia     | 1–0       | 1–0     | Vòng loại UEFA Euro 2024      |
| 11 | 11 tháng 10 năm 2023 | Racecourse Ground, Wrexham, Wales                 | 36      | Gibraltar  | 2–0       | 4–0     | Giao hữu                      |
| 12 | 11 tháng 10 năm 2023 | Racecourse Ground, Wrexham, Wales                 | 36      | Gibraltar  | 4–0       | 4–0     | Giao hữu                      |